# Giải Cánh diều 2005
Giải Cánh diều 2005 được Hội điện ảnh Việt Nam tổ chức trao giải vào tối 16 tháng 3 năm 2006 tại Cung Văn hóa Hữu nghị Hà Nội.
Ở giải lần này, Giải Cánh diều đã tăng thêm nhiều giải dành cho đạo diễn. Ngoài giải đạo diễn xuất sắc nhất dành cho phim truyện điện ảnh, các thể loại dự thi khác gồm phim truyền hình ngắn tập và dài tập, phim tài liệu nhựa và video, phim hoạt hình, phim khoa học đều có giải thưởng cao nhất dành cho đạo diễn. Tuy nhiên mọi hạng mục trong năm này chỉ có giải Vàng mà không có Bạc hay Khuyến khích như các năm trước.
Tuy Giải Cánh diều 2005 là giải thưởng được trao cho những tác phẩm của 2005, nhưng trong 12 phim truyện nhựa tham dự, hơn một nửa vẫn chưa được công chiếu. Một số giải cho âm nhạc, âm thanh, thiết kế mỹ thuật của phim truyện nhựa không có đề cử, ban tổ chức chỉ xướng tên và trao giải. Giải Cánh diều 2005 cũng bị báo chí chỉ trích vì các giải thưởng bị lộ trước buổi lễ và tổ chức cẩu thả.
Kết quả, bộ phim chưa được công chiếu Chuyện của Pao đã giành nhiều giải quan trọng: Cánh diều vàng cho phim điện ảnh, Nữ diễn viên chính xuất sắc nhất cho Đỗ Thị Hải Yến với vai Pao, Nữ diễn viên phụ xuất sắc nhất cho Như Quỳnh vai mẹ của Pao.

## Phim truyện nhựa

### Cánh diều vàng
Xem thêm Danh sách phim điện ảnh đạt giải Cánh Diều Vàng
- Chuyện của Pao, đạo diễn Ngô Quang Hải

### Đạo diễn xuất sắc
- Bùi Thạc Chuyên, phim Sống trong sợ hãi

### Nữ diễn viên chính xuất sắc
- Đỗ Thị Hải Yến, phim Chuyện của Pao

### Nam diễn viên chính xuất sắc
- Trần Hữu Phúc, phim Sống trong sợ hãi

### Nữ diễn viên phụ xuất sắc
- Như Quỳnh, phim Chuyện của Pao

### Nam diễn viên phụ xuất sắc
- Mai Văn Thịnh (Mai Trần), phim "Sống trong sợ hãi"

### Biên kịch xuất sắc
- Bùi Thạc Chuyên và Nguyễn Thị Minh Ngọc, phim Sống trong sợ hãi

### Thiết kế mỹ thuật xuất sắc
- Nguyễn Ngọc Tuân, phim Giải phóng Sài Gòn

### Quay phim xuất sắc
- Trần Hùng và Cordelia Beresford, phim Chuyện của Pao

### Âm thanh xuất sắc
- Nguyễn Huy Căn, phim Giải phóng Sài Gòn

### Âm nhạc xuất sắc
- Trọng Đài, phim Đi trong giấc ngủ

### Báo chí phê bình điện ảnh dành cho phim truyện nhựa xuất sắc
- Sống trong sợ hãi, đạo diễn Bùi Thạc Chuyên

## Phim truyền hình

### Phim truyền hình ngắn tập
- Một lần đi bụi, Trung tâm sản xuất phim THVN

### Đạo diễn truyền hình ngắn tập xuất sắc
- Đỗ Đức Thành, Trung tâm sản xuất phim THVN

### Phim truyền hình dài tập xuất sắc
- Dưới cờ đại nghĩa, Hãng phim truyền hình Thành phố Hồ Chí Minh

### Đạo diễn phim truyền hình dài tập xuất sắc
- Nguyễn Quang, Đài truyền hình Hà Nội

## Phim tài liệu

### Phim tài liệu nhựa xuất sắc
- Còn lại với thời gian, Lê Hồng Chương, Lại Văn Sinh, Hãng phim TLKH TW

### Đạo diễn phim tài liệu nhựa xuất sắc
- Lê Hồng Chương, Hãng phim TLKH TW

## Các giải khác

### Phim khoa học xuất sắc
- Sự sống ở rừng Cúc Phương, đạo diễn Nguyễn Văn Hướng

### Đạo diễn phim khoa học xuất sắc
- Nguyễn Văn Hướng, Hãng phim TLKH TW

### Đạo diễn phim hoạt hình xuất sắc
- Phương Hoa, Hãng phim hoạt hình VN

### Công trình khoa học nghiên cứu điện ảnh xuất sắc
- Tính hiện đại và tính dân tộc trong Điện ảnh Việt Nam, tác giả Ngô Phương Lan.